# Сент-Имер
Сент-Име́р (фр. Saint-Hymer) — коммуна во Франции, находится в регионе Нижняя Нормандия. Департамент коммуны — Кальвадос. Входит в состав кантона Пон-л’Эвек. Округ коммуны — Лизьё.
Код INSEE коммуны — 14593.

## Население
Население коммуны на 2010 год составляло 671 человек.
| 1962 | 1968 | 1975 | 1982 | 1990 | 1999 | 2010 |
| ---- | ---- | ---- | ---- | ---- | ---- | ---- |
| 438  | 459  | 458  | 502  | 582  | 663  | 671  |

## Экономика
В 2010 году среди 449 человек трудоспособного возраста (15—64 лет) 323 были экономически активными, 126 — неактивными (показатель активности — 71,9 %, в 1999 году было 63,9 %). Из 323 активных жителей работали 300 человек (158 мужчин и 142 женщины), безработных было 23 (9 мужчин и 14 женщин). Среди 126 неактивных 37 человек были учениками или студентами, 54 — пенсионерами, 35 были неактивными по другим причинам.